# Kurt Fluri
Kurt Fluri, né le 19 août 1955 à Soleure (originaire du même lieu et de Herbetswil), est une personnalité politique suisse, membre du parti libéral-radical. Président de Soleure à partir de 1993, il est conseiller national de 2003 à 2023.

## Biographie
Né d'une mère couturière et d'un père horloger qu'il perd très jeune, il étudie le droit aux universités de Bâle et de Berne. Il passe ensuite le brevet d'avocat et de notaire dans son canton d'origine et exerce comme avocat-notaire pendant neuf ans avant d'être élu président de commune.
Il est marié et père de cinq enfants. Il a le grade de colonel à l'armée, et a servi dans la justice militaire.

## Parcours politique
Son intérêt pour la politique commence lorsqu'il rejoint une société d'étudiants à 16 ans. Deux ans plus tard, il fonde la section cantonale des jeunes libéraux-radicaux. En 1985, il est élu au Conseil communal (exécutif) de la ville de Soleure. Il intègre ensuite le Grand Conseil soleurois en 1989. Il prend la présidence de la ville en 1993, marquant le début d'un règne long de sept mandats.
Il est élu au Conseil national en 2003 et renonce alors à son siège au législatif cantonal. Réélu en 2007, il échoue face à Pirmin Bischof pour le poste de conseiller aux États lors des élections fédérales de 2011. Au National, il siège dans la Commission des transports et des télécommunications (CTT) et dans la Commission des institutions politiques (CIP), après avoir siégé de 2003 à 2011 dans la Commission des affaires juridiques (CAJ).
Il annonce en juillet 2022 qu'il ne se présentera pas pour un sixième mandat aux élections fédérales d'octobre 2023.

## Profil politique
Homme discret et très travailleur, il se fait remarquer lors du débat sur la mise en œuvre de l'initiative contre l'immigration de masse. Tenant d'une application plus souple, il réussit à imposer sa vision et devient la bête noire de l'UDC.